# سیستم حضور و غیاب
یکی از نیازهای مدیران هر کسب و کاری کنترل و نظارت بر کارکرد پرسنل و بهره‌وری آن هاست. یکی از این موارد کنترل و نظارت بر زمان ورود و خروج کارمندان و همچنین محاسبه حقوق آنها بر اساس این اطلاعات است.
امروزه با پیشرفت تکنولوژی و ورود دستگاه‌های پیشرفته به بازار این امکان به راحتی و با مناسب ترین هزینه‌ در اختیار مدیران قرار گرفته‌است.
با استفاده از دستگاه‌هایی که برای همین منظور طراحی شده‌اند در ارگان ها ، کارخانجات و شرکت‌ها، کارمندان در هنگام ورود و خروج با مراجعه به این دستگاه و با استفاده از ابزارهای مختلف مانند کارت‌های هوشمند، اثرانگشت، اسکن چهره و… ورود و خروج خود را ثیت می‌نمایند.
این دستگاه‌ها در ابتدا به وسیله کارت‌هایی که در اختیار کارمندان قرار می‌گرفت عمل می‌کردنند اما به مرور زمان و با پیشرفت تکنولوژی از قابلیت‌های بیومتریک انسان نظیر اثرانگشت، عنبیه چشم، چهره و… بهره جستند که امکان هر گونه تقلب را از بین می‌برد و سهولت بیشتری برای کارمندان به همراه داشت.
در زیر به مرور هر یک از این ابزارها می‌پردازیم:
تکنولوژی کارت هوشمند (Smart Card) به عنوان یکی از دستاوردهای نوین بشری، تحولی شگرف در حوزه سیستم‌های کاربردهای روزمره انسان‌ها ایجاد کرده‌است. دو مقوله مهم امنیت(Security) و همراه بودن(Mobility) از ویژگی‌های منحصربه‌فرد این تکنولوژی است. امروزه کاربردهای این تکنولوژی در سطح دنیا در اکثر زمینه‌ها قابل مشاهده بوده و حتی این روند، رو به رشد می‌باشد. بانکها، مراکز مخابراتی، سازمان‌های دولتی، مراکز بهداشتی، مراکز ارائه خدمات، مراکز آموزشی، مراکز تفریحی و… از این دستاوردهای کاربردی این تکنولوژی بهره می‌گیرند.
انواع کارت هوشمند ازدیدگاه کلی
```
 کارت‌های حافظه تماسی- Contact Memory Card
 کارت‌های دارای پردازشگر- Contact CPU Card
 کارت‌های حافظه بدون تماس- Contact-less Memory Card
 کارت‌های دارای پردازشگر با رابط دوگانه- Dual Interface CPU Card
```

انواع کارت‌های هوشمند از دیدگاه تکنولوژی ساخت
```
 کارت‌های تماسی- Contact
 کارت‌های بدون تماس- Contact-less
 کارت‌های با رابط دوگانه- Dual Interface
```

## تشخیص اثر انگشت نوری و خازنی
تشخیص هویت و صدور مجوز از روی اثر انگشت یکی از ساده‌ترین و پرکاربردترین روش‌های تشخیص هویت است برای خواندن اثر انگشت، سیستم‌های زیادی که از فناوری‌های گوناگون بهره می‌برند، وجود دارد. اما سیستم‌هایی که اثر انگشت را بر پایه روش‌های نوری ثبت می‌کنند، بیشتر گسترش پیدا کرده‌اند. در این شیوه، نور از سوی یک چشم به انگشت تابانده می‌شود. سپس یک دوربین CCD، پرتوهای بازتابیده را دریافت کرده و از روی آن‌ها یک عکس سیاه و سفید می‌سازد. این عکس مشخصات بارز اثر انگشت را نشان می‌دهد وضوح این سیستم به میزان اهمیت و نوع کاربرد بستگی دارد. برای نمونه برای تشخیص اثر انگشت کودکان که پیچیدگی بیشتری دارد از وضوح dpi 1000 استفاده می‌شود در حالیکه برای بزرگسالان، وضوحdpi 500 کافی است. در کنار روش‌های نوری، برای کاستن از هزینه‌ها، روش‌هایی نیز ابداع شده‌اند که در آن‌ها از خازن استفاده می‌شود. در این شیوه از صفحه‌هایی استفاده می‌شود که تا ۰۰۰/۱۰۰ حسگر خازنی دارند و بار آن‌ها پس از تماس انگشت اندازه‌گیری می‌شود. از روی نتایجی که بدست می‌آید عکسی از اثر انگشت ساخته می‌شود.

## سیستم‌های بیومتریک - تشخیص چهره
سیستم شناسایی چهره یک سیستم بیومتریک است که با استفاده از روش‌های هوشمند اتوماتیک، هویت یک انسان را بر اساس ویژگی‌های فیزیولوژیکی تشخیص یا تأیید می‌نماید. در حالت عمومی یک سیستم بیومتریک از ویژگی‌های فیزیولوژی مانند اثر انگشت، عنبیه چشم، چهره، اثر کف دست یا ویژگی‌های رفتاری مانند صدا و دست خط به منظور شناسایی استفاده می‌نماید. بازشناسی هویت افراد با استفاده از تصاویر چهره در مقایسه با سایر مؤلفه‌های بیومتریکی دارای مزیت عدم نیاز به همکاری فرد است که آن را در کاربردهای امنیتی و همچنین تعاملات انسان و کامپیوتر متمایز می‌کند.
فناوری بازشناسی چهره یکی از معدود روش‌های بیومتریک می‌باشد که با دارا بودن مزایای دقت بالا و سطح پایین دخالت فرد، در مواردی مانند امنیت اطلاعات، اجرا و نظارت بر قانون، کنترل تردد و ثبت تردد در سیستم‌های حضور و غیاب مورد استفاده قرارمی‌گیرد. به همین دلیل این فناوری درطی بیست سال گذشته در عرصه‌های صنعتی و علمی مورد توجه قرار گرفته‌است..